# Алексиковское сельское поселение
Алексико́вское се́льское посе́ление — муниципальное образование в составе Новониколаевского района Волгоградской области.
Административный центр — хутор Алексиковский.

## География
Алексиковское сельское поселение на востоке граничит с Новониколаевским городским поселением, на юге - с Куликовским сельским поселением, на севере и западе - с Урюпинским районом (на севере - с Вишняковским и Хопёропионерским сельскими поселениями, на западе - Краснянским и Креповским сельскими поселениями)

## История
Алексиковское сельское поселение образовано 22 декабря 2004 года в соответствии с Законом Волгоградской области № 975-ОД.

## Население
| 2010  | 2012  | 2013  | 2014  | 2015  | 2016  | 2017  |
| ----- | ----- | ----- | ----- | ----- | ----- | ----- |
| 1913  | ↘1900 | ↘1872 | ↘1846 | ↗1869 | ↘1835 | ↘1818 |
| 2018  | 2019  | 2020  | 2021  |       |       |       |
| ↘1787 | ↗1810 | ↗1825 | ↘1824 |       |       |       |

## Состав сельского поселения
| № | Населённый пункт | Тип населённого пункта        | Население |
| - | ---------------- | ----------------------------- | --------- |
| 1 | Алексиковский    | хутор, административный центр | 1537      |
| 2 | Грачи            | хутор                         | 376       |